# Mateo Pavlović
Mateo Pavlović (ur. 9 czerwca 1990 w Mostarze) – chorwacki piłkarz, występujący na pozycji obrońcy w chorwackim klubie HNK Rijeka oraz w juniorskich reprezentacjach Chorwacji oraz Bośni i Hercegowiny.

## Kariera

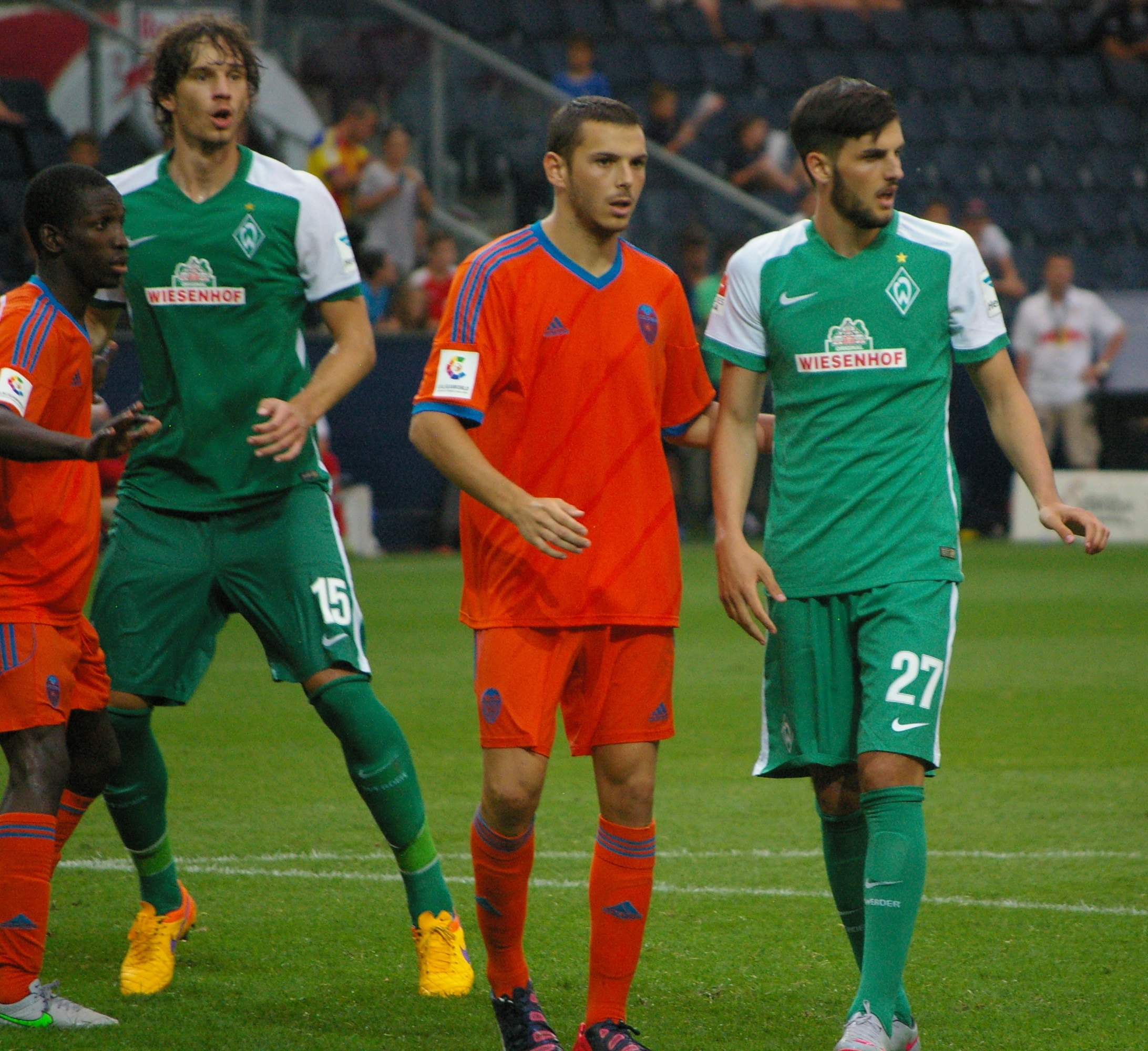
Pavlović (drugi od lewej) w Werder Brema w 2015

Pavlović urodził się w Mostarze (obecnie Bośnia i Hercegowina), jednak już od początku swojej kariery był związany z chorwackimi juniorskimi klubami Dinamo i NK Zagrzeb.
W sezonie 2008-2009 dołączył do seniorskiej kadry NK Zagreb, występując w Prvej HNL oraz Pucharze Chorwacji. W sezonie 2012/2013 do grudnia 2012 rozegrał 18 pełnych spotkań w klubie. Wtedy to podpisał 3,5 letni kontrakt z Werder Brema. W tym czasie grał także w juniorskiej reprezentacji Chorwacji. Kontrakt z Bremą zakończył się w 2016, w międzyczasie był również wypożyczony do węgierskiego klubu Ferencvárosi, gdzie zaliczył 27 występów. Następnie grał w klubach francuskich, by w 2022 powrócić do Prvej HNL, gdzie do czerwca 2024 był zawodnikiem HNK Rijeka. Od 1 lipca 2024 jest zawodnikiem bez klubu.